# ボルグレン
ボルグレン (Volgren) は、オーストラリアのバス車体メーカーである。

## 歴史
ボルグレンは1977年、メルボルンのバス事業者であるグレンダ社により設立された。グレンダはビクトリア州においてボルボの販売権を持っていたが、1989年にその販売権を破棄するまで、ボルボのシャーシに対してボルグレンがボディ架装を行うために設立したものである。
社名は「ボルボ」「グレンダ」の二つの名を合成したものである。
グレンダ、ホーニブルック・バスのGeoff Mountjoy、ステートライナーにより、クイーンズランド州アカシアリッジにおいて、工場が1981年に建設された。工場では、ボルボ・B59やB10Rをホーニブルック・バスやサーフサイド・バス向けにボディ架装を行った。この工場は1980年代に閉鎖されている。
2011年12月、ボルグレンはブラジルのバスメーカーであるマルコポーロに売却された。

## 製造拠点

### 現行拠点
- ビクトリア州ダンデノング
- 西オーストラリア州マラガ - 1999年開設。[3]
- クイーンズランド州イーグルファーム - 2010年開設。[4]

### かつて存在した拠点
- ニューサウスウェールズ州トマゴ - 2010年開設、2012年閉鎖。[5][6]

## アジアにおける採用事例
ボルグレンはアジアのバス事業者向けにも多数の車両のボディ架装を行っている。
- 香港
  - 九龍バスはボルボ・スーパーオリンピアン、MAN・24.310、ボルボ・B9TLを運行している。
  - シティバスは、MAN・24.310、スカニア・K94UBを運行している。
- シンガポール
  - SBSトランジットはボルボ・スーパーオリンピアン、ボルボ・B10BLE、スカニアL94UB、ボルボ・B10BLE(CNG車)を運行している。
  - SMRTバスはメルセデスベンツ・O405・O405G、日野自動車・HS3KRKK・HS3KRKA、デニスランスを運行している。
- マレーシア
  - 多くのバスがクアラルンプール、ジョホールバル、ジョホールで使われている。
- 日本
  - 2015年より、車両幅や軸重などを日本の法規に合わせるなど日本市場向けとした連節バスの製造を開始した。ボディはボルグレン、シャーシはスカニア製で、同社の日本法人であるスカニアジャパンが輸入販売を行う。
    - まず新潟市と新潟交通が行うBRT事業のバス路線「萬代橋ライン」用として4台が導入され、2015年（平成27年）9月5日から運行を開始している（新潟市の交通を参照）
    - 福岡市と西日本鉄道が行うBRT用として2台が導入され、2016年（平成28年）8月8日から運行開始した。
    - 奈良交通がけいはんな学研都市の交通問題解消に向けて2台を導入し、2018年（平成30年）3月30日から運行開始した。

  - 2018年12月25日より、同社が架装したフルフラットノンステップバスが、都営バスで運行を開始した[7]。排気管が後部行先表示器の左側に付いているのが、この車両の大きな特徴である。

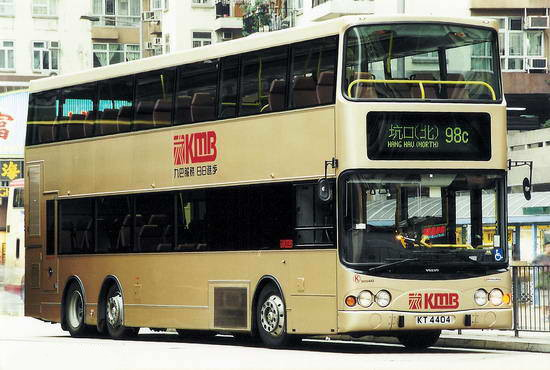
香港・九龍バスのボルボ・スーパーオリンピアン。
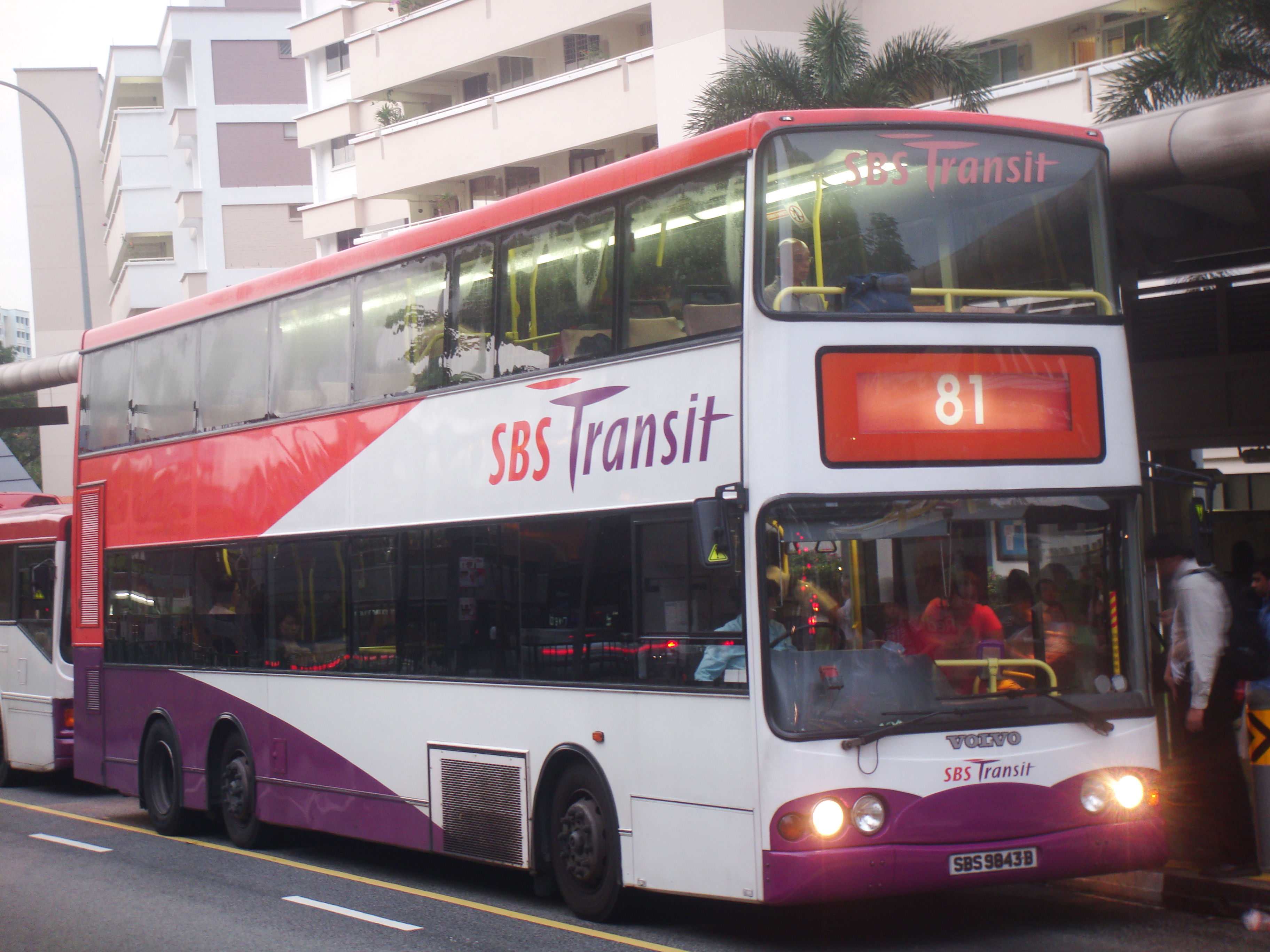
シンガポール・SBSトランジットのボルボ・スーパーオリンピアン。
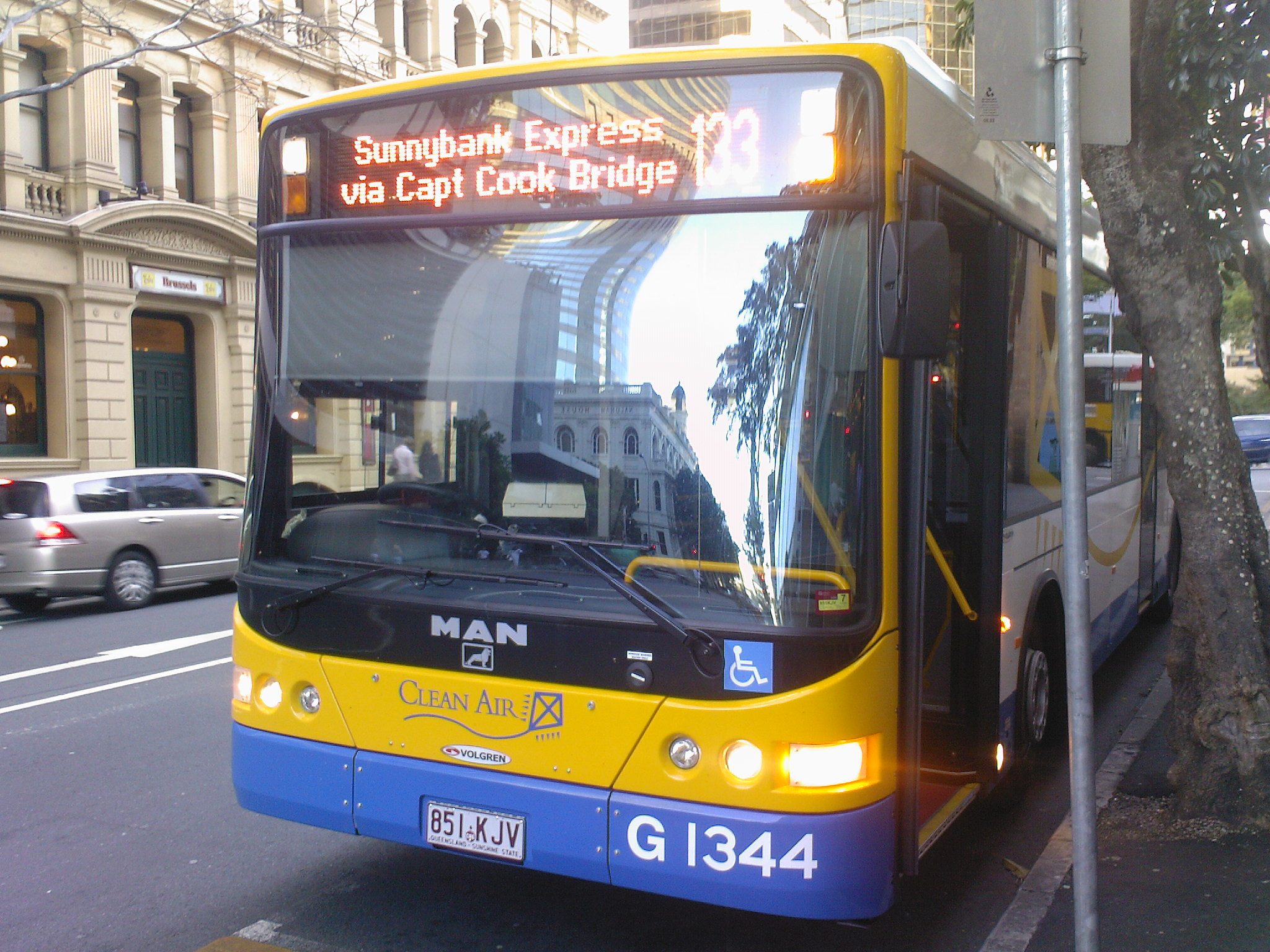
CR228L型ボディを架装したブリスベン交通のMAN・18.310。
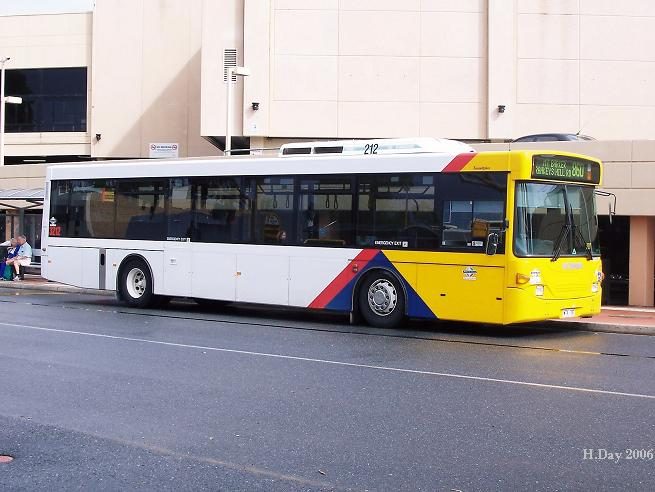
CR224L型ボディを架装した、アデレード・メトロのスカニア・L94。
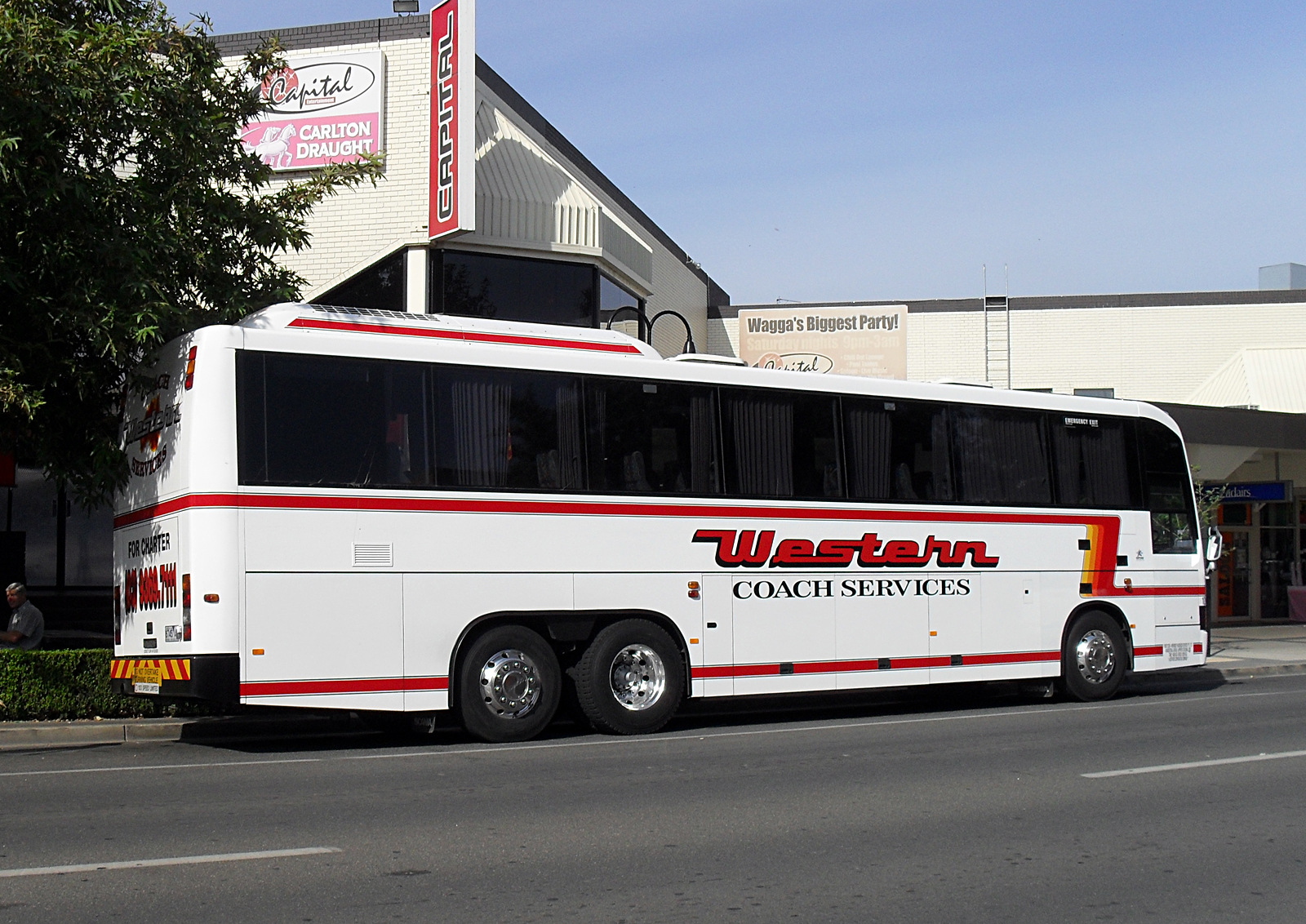
C221TXボディを架装したウエストランスのスカニア・K113TR。
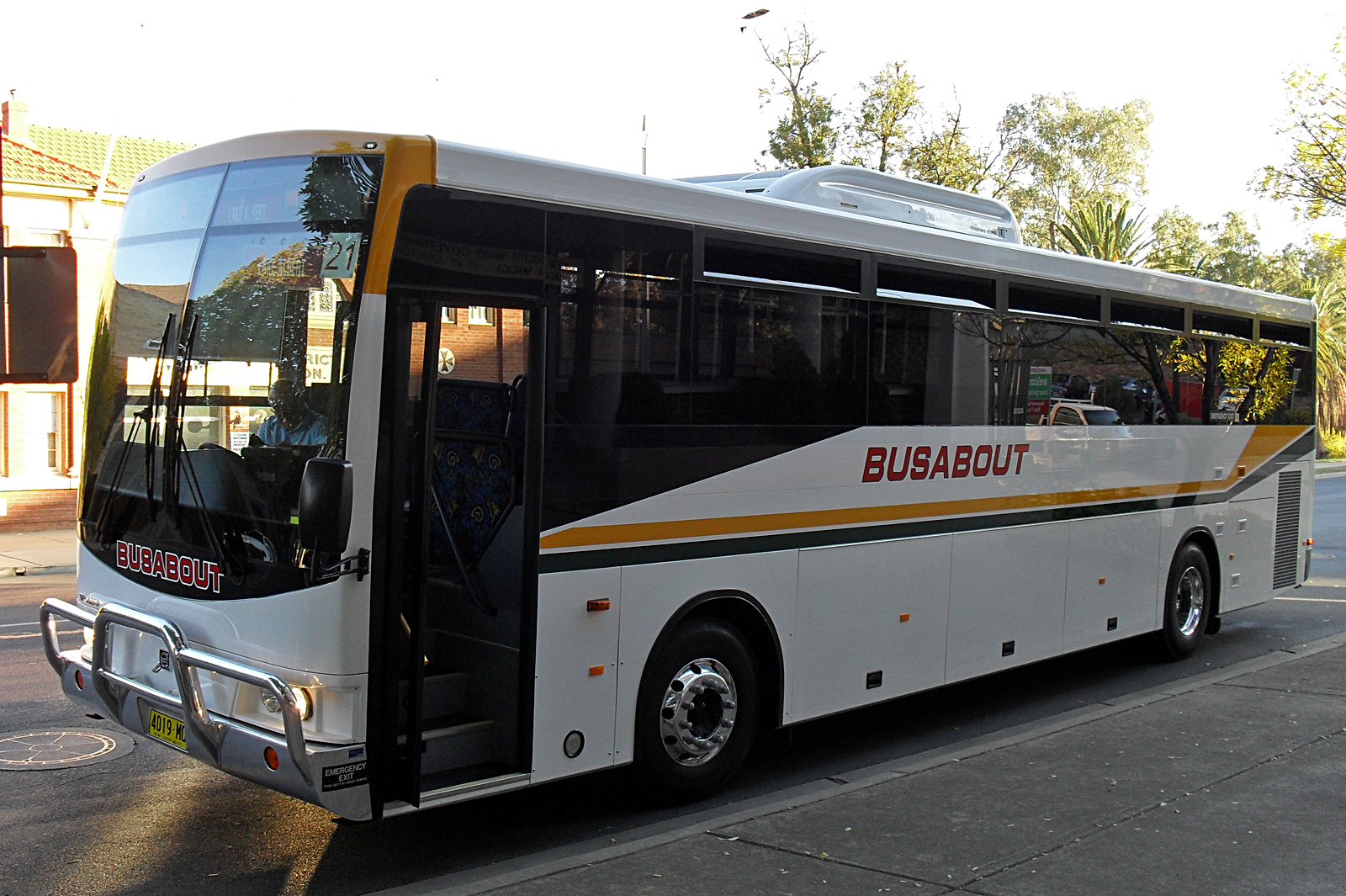
ブサボットワガワガのボルボ・B7R。
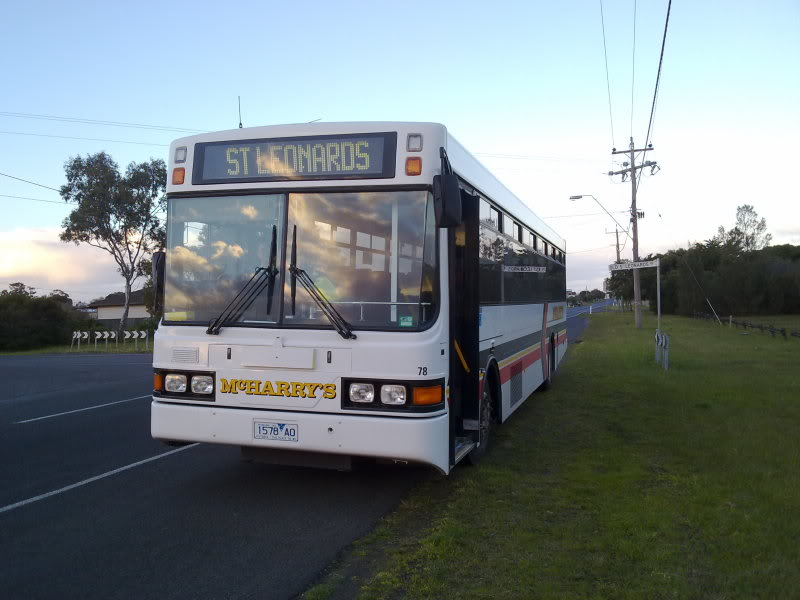
CR221ボディを架装したマックハリーバスのボルボ・B10M
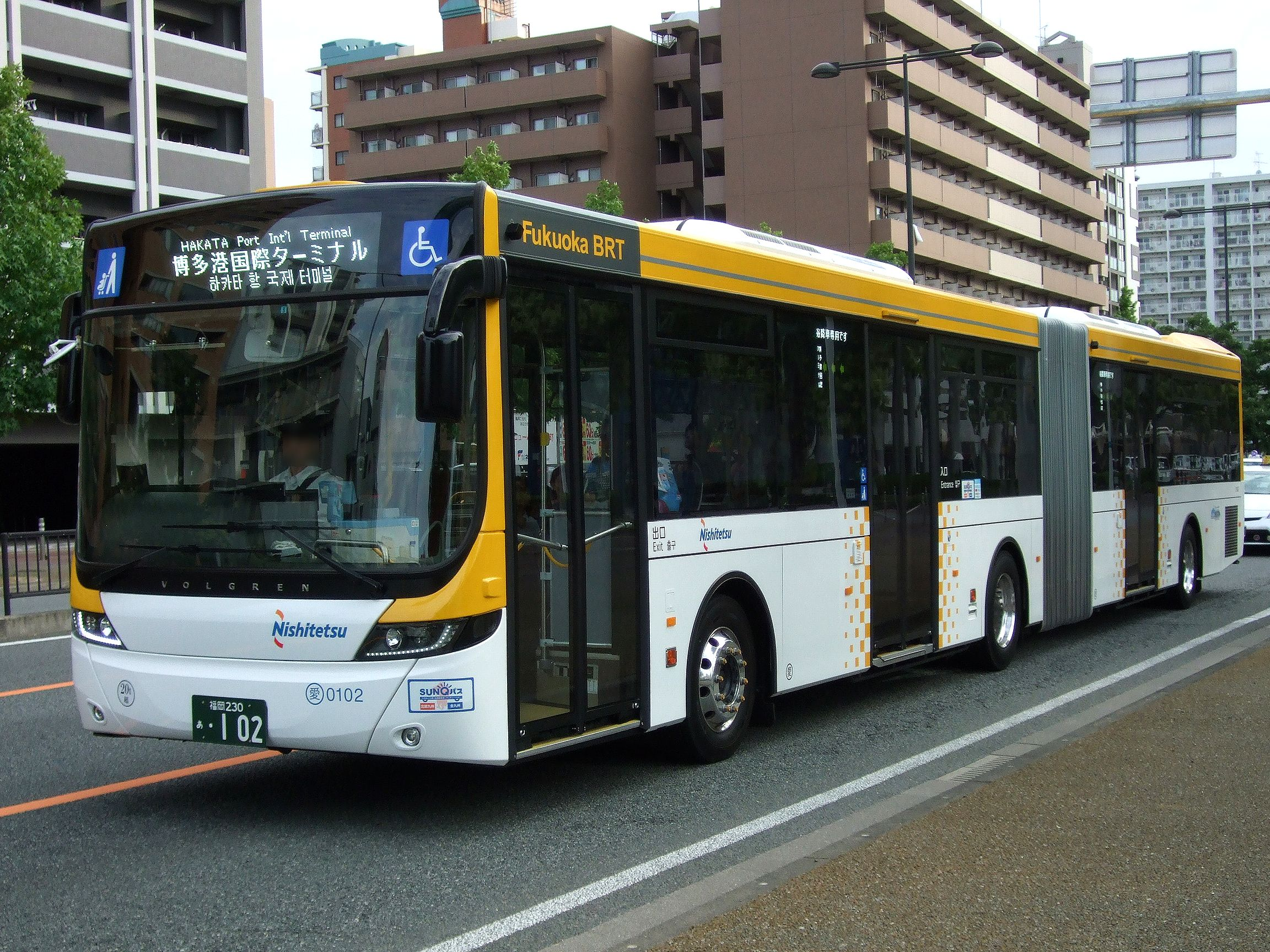
西日本鉄道の連節バス
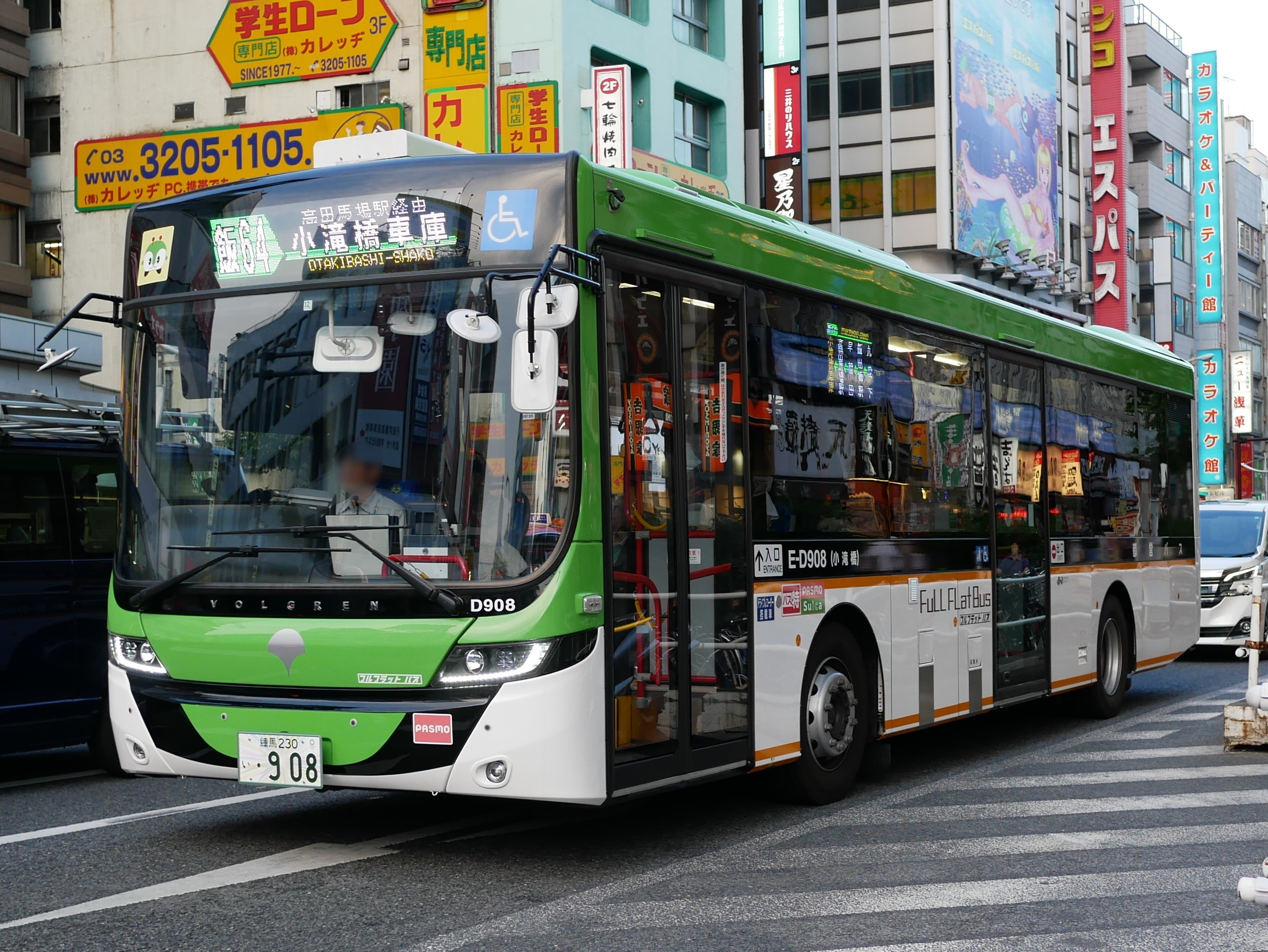
都営バスのフルフラットノンステップバス